# سوامپ گوست
سوامپ گوست (به انگلیسی: Swamp Ghost) یک هواپیمای ساختِ بوئینگ در کشور ایالات متحده آمریکا است. این هواپیما در ۱۹۴۱ میلادی نخستین پرواز خود را انجام داد.